# Super Paper Mario
A Super Paper Mario egy szerepjáték (RPG), amit az Intelligent Systems fejlesztett, és a Nintendo adott ki. Eredetileg Nintendo GameCube-ra fejlesztették, de végül Wii-re jelent meg. A játékmenet a Paper Mario-sorozat és a Super Mario Bros. játékok elemeiből ál össze. A korábbi Paper Mario játékokkal szemben a Super Paper Mario nagyobb hangsúlyt fektet platformer és gondolkodtató feladatokra, mint a szerepjáték jellegére. Ez a sorozat harmadik játéka.

## Játékmenet

### Jellemzők
A Super Paper Mario egy szerepjáték, platformer elemekkel. A játékosnak pályákon kell áthaladni úgy, hogy közben gondolkodtató feladatokat old meg, és ellenségekkel harcol. A játék 32 pályára és 8 fejezetre van osztva, amik közül mind egy egyedi helyen, külön "dimenzióban" játszódik. A játék legfőbb célja összegyűjteni a 8 "Pure Heart"-ot ("Tiszta Szívet"), amik közül fejezetenként lehet egyet megszerezni, és mindegyik a következő fejezethez való hozzáférést engedélyezi. A különböző fejezetek területeire egy központi városból, "Flipside"-ból lehet eljutni.
A pályák nagy része 2D-ben játszódik. A játék elején Mario megkapja a "forgatás" képességet, amivel a játéktér 2 dimenzióból elforgatható, így felfedve egy addig rejtett Z-tengelyt. A 3D-s térben rejtett tárgyakat, ellenségeket és utakat találhat a játékos, így juthat tovább a 2D-ben megoldhatatlan feladatoknál, viszont Mario életerőt veszít, ha túl sokáig marad forgatva.
A játék pontozási rendszerében ellenfelek legyőzésével és tárgyak használatával lehet pontokat szerezni, amik a játék tapasztalati pontjaiként is működnek, ezekkel lehet szintet lépni, nagyobb támadási erőt szerezni és megnövelni Mario ellenállását az ellenségek támadásaival szemben. Ha Mario életereje nullára csökken, a játék véget ér, és a játékosnak egy korábbi mentésfájlból kell folytatnia a játékot. Vannak tárgyak, mint például a gombák, amik megnövelik Mario életerőpontjait, legfeljebb a szinttől függő maximális értékig. Mario-n kívül a játékos irányíthatja Princess Peach-et, Bowser-t és Luigi-t, de csak a játék későbbi pontjain. Princess Peach hosszabb is ideig tud lebegni az esernyőjével, Bowser tűzet tud okádni, Luigi pedig magasra tud ugrani. Csak Mario tud a 2D-s és 3D-s játéktér között váltani.
A sorozat korábbi részeihez hasonlóan a Super Paper Mario-ban is vannak Mario-nak segítői (itt Pixl-eknek nevezi őket a játék), akiket nem lehet közvetlenül irányítani, hanem követik az épp irányított karaktert. A Pixl-ek képességeivel tehet meg olyan dolgokat a játékos, mint például akadályok eldobása és felrobbantása, védekezés ellenségek ellen, vagy gyorsabb közlekedés. A játék során folyamatosan lehet találni új Pixl-eket, összesen tizenkettőt, akik közül kilenc kötelező a játék végigjátszásához. A karaktercseréhez hasonlóan Pixl-t is szinte bármikor lehet választani a már meglévők közül.

### Irányítás
A játékot a Wii Remote oldalára fordított tartásával lehet játszani, ami hasonlít a régi Nintendo Entertainment System irányításra. Az irányító mozgásérzékelését kevésbé használja ki a játék. A játék folyamán a Tippi nevű Pixl-től segítséget lehet kérni a képernyőre való mutatással, így a játékos információhoz juthat a pályával és az ellenségekkel kapcsolatban, valamint rejtett pályaelemeket fedezhet fel. A Wii Remote egyes gombjával használhatók fel a Pixl-ek képességei, és a kettes gombbal ugorhat a játékos.
A Wii Remote mozgásérzékelő funkcióját a játék leginkább csak tárgyak elővételekor használja ki, amikor az irányító rázásával, vagy forgatásával lehet felhasználni azokat. Emellett miután a játékos ráugrott egy ellenségre, "stílusos mozdulatot" érhet el a kontroller rázásával, ami több pontot eredményez.

## Cselekmény
|  | Alább a cselekmény részletei következnek! |

Mario és Luigi megtudják, hogy Princess Peach-et újfent elrabolták, ezért elmennek Bowser kastélyába hogy megmentsék őt, de ott tudomásukra jut, hogy nem is Bowser rabolta el, hanem Bleck gróf, aki egy ősi profetikus kötet, a "Dark Prognosticus" (vagyis "Sötétség Jövendölése") birtokában van. Ekkor Princess Peach-en kívül elrabolja Luigi-t és Bowser-t is, majd Bowser Goomba-inak és Koopa Troopa-inak kitörli az emlékezetét. A gróf ezután a segítője, Nastasia hipnotikus képességeit kihasználva rákényszeríti Princess Peach-et, hogy házasodjon össze Bowser-rel, és ezzel a Dark Prognosticus szerint létrehozzon egy Chaos Heart-ként (Káosz Szív) ismert pusztító erőt. Bleck gróf a Chaos Heart használatával létrehozza az összes dimenzióra ható "The Void"-ot (Üresség), ami egy idő múlva elég nagyra fog nőni ahhoz, hogy az egész világot bekebelezze és ezzel elpusztítsa.
Mario találkozik egy lepkeszerű Pixl-lel, Tippivel, és egy Merlon nevű varázslóval. Elmondják neki, hogy illik rá a Hős személyleírása, ami egy másik profetikus műben, a "Light Prognosticus"-ban (Fény Jövendölése) található meg. A könyv szerint a Hős megakadályozhatja azt, hogy a "The Void" elpusztítsa a világot. A "Chaos Heart" eltüntetéséhez és a rombolás visszavonásához a Hősnek szüksége van a 8 Pure Heart-ra, amik őszinte szeretetből állnak. Mario és Tippi elindulnak hogy összegyűjtsék ezeket a Pure Heart-okat és meghiúsítsák Bleck gróf tervét.
Mario az utazásán sok ellenséggel találkozik, akik meg akarják akadályozni, hogy Mario megszerezze a Tiszta Szíveket, például egy geek békával, Francissal, vagy hipnotizáló virágokkal és démonokkal. Mario ellenségei közül kiemelkednek Bleck gróf társai: O'Chunks, a hű harcos, aki nem nagyon értelmes, de hatalmas erővel rendelkezik; Mimi, aki az alakját tudja változtatni és a gazdagság megszállottja; Dimentio, a dimenzióbűvölő udvari bolond és Mr. L, egy rejtélyes, maszkot viselő gonosztevő, aki valójában (és részben egyértelműen) Luigi, tudatmódosított állapotban. Dimentioról kiderül, hogy titokban Bleck terve ellen dolgozik, mikor Peachet kiszabadítja Bleck gróf fogságából, és Mariohoz eljuttatja. Egy idő után Bowser is csatlakozik Mariohoz, mivel Peach ragaszkodik hozzá. Dimentio azzal is segíti Mario csapatát, hogy belső viszályt próbál kelteni Bleck gróf társai közt, és a játék egy pontján látszólag megöli Marioékat és Mr. L-t, ekkor azonban csak visszaállítja Luigi memóriáját, és Marioékat sértetlenül átteleportálja egy távolabbi helyre, ami a testvérek találkozását és egy Tiszta Szív megmentését eredményezi, amit majdnem elpusztított az Üresség. Sem Mario, sem Bleck nem tud Dimentio külön tervéről.
A fejezetek közt egy másik történet cselekménye is kibontakozik, két ember, Blumiere és Timpani szenvedélyes kapcsolatáról, aminek Blumiere szigorú apja vetett véget, aki a dimenziók közé száműzte Timpanit, ott hagyva őt meghalni. Ezeknek a karaktereknek a személyiségét és a fő történetszálhoz való viszonyát a játék elején nem lehet tudni, de később Tippiről kiderül, hogy ő Timpani, és a "Bleck gróf" pedig a feldúlt Blumiere álneve. Blumiere nem tudta, hogy Timpanit megmentette Merlon, így beleőrült a szerelme elvesztésébe. Ekkor vette fel Bleck gróf személyiségét, aki le akarja rombolni a világot, és ezért a Sötétség Jövendöléséhez fordult. Azonban a játék folyamán Blumiere és Timpani lassan felismerik egymást, és Blumiere kezdi megbánni tetteit, de folytatja tervei megvalósítását, mivel azt gondolja, hogy már túl sokáig ment ahhoz, hogy megálljon.
Miután minden Tiszta Szívet megszereznek, Mario Timpanival és többi társával szembeszállnak Blumiere-rel a kastélyában. Legyőzik Blumieret, de nem tudják az Üresség terjedését megállítani. A Káosz Szív elkerül Blumieretől, ezt Dimentio felveszi és felfedi, hogy részletesen tanulmányozta a Sötétség Jövendölését és azt, hogy szeretne egy teljesen új univerzumot létrehozni a Káosz Szív és az Üresség segítségével a saját elképzelése szerint. Dimentio újra módosítja Luigi tudatát, hogy Mr. L-lé változzon újra, azokkal a szavakkal, hogy a Sötétség Jövendöléséből megtudta, hogy ő a Káosz Szív jogos birtokosa. Dimentio  egyesíti a Káosz Szívet, Luigit és saját magát egy új létformába, aminek "Super Dimentio" a neve, akinek teljes mértékű irányítása van az Üresség felett. Super Dimentio ennek az erőnek használatával széttöri a Tiszta Szíveket, és elkezdi az új univerzumának készítését.
Azonban Blumiere és Timpani újra fellángolt szerelme egymás iránt és Blumiere még megmaradt társai hűsége visszaállítják a Tiszta Szíveket. Mario és Timpani harcolni kezd Super Dimentioval, aki a veresége után szétoszlik a három részébe: Luigiba, a Káosz Szívbe, és Dimentioba, aki elpusztul, viszont hatása a Káosz Szívre megmarad, úgyhogy az Üresség irányíthatatlanul terjed tovább, ezzel minden létező dolog megmaradását fenyegetve.
Blumiere felfedi Peach és Bowser esküvőjének helyszínét a Bleck kastélyban, ahol ő és Timpani igaz szerelemben megesküsznek. Ez elűzi a Káosz Szívet, a többi karaktert visszajuttatja Flipsideba és visszaállítja a rendet az univerzumban, a Sötétség Jövendölését meghazudtolva. Azonban Blumiere és Timpani eltűnnek a szerelmük újjászületésekor, ezért a társaság úgy gondolja, hogy nem élték túl a világ megmentését.
Merlon megnyugtatja Mario csapatát és Blumiere társait, azzal az állítással, hogy valószínűleg kettesben vannak egy jobb helyen, és ezután mindenki elmegy, hogy együtt ünnepeljék a győzedelmeskedésüket. A készítők listája közben látható Blumiere és Timpani ember formájában egy Mennyországhoz hasonlító helyen.
|  | Itt a vége a cselekmény részletezésének! |

## Fejlesztés
A Super Paper Mario készítői leginkább egy olyan játékot akartak csinálni, ami a Paper Mario sorozat megszokott kinézetét egy újfajta játékmenettel kombinálja. A rendező, Ryota Kawade, egy vonaton ülve gondolkozott arról, hogy milyen módon tudna hasznosítani egy minijátékot a Paper Mario: The Thousand-Year Doorból, amiben a játékos egy nagy Bowsert irányít egy rövid pályán. Észrevette, hogy a vonat másik vége hasonlított egy pályára a Mario játékokból, és elképzelte, ahogy ez két és három dimenzió közt változik. Mikor erről az ötletről beszámolt a játék producerének, Kensuke Tanabenek, úgy döntött a producer, hogy a sorozat következő játéka akciójáték-kalandjáték keverék lesz, de fog tartalmazni szerepjáték elemeket, hogy illjen a Paper Mario sorozatba. Ezenfelül Kawade és Tanabe azt is érezte, hogy ezekkel az elemekkel, és a kettő és háromdimenziós játéktér között váltás lehetőségével a játék egyszerűbben kezelhető lesz azok számára, akik nincsenek hozzászokva az akciójátékokhoz. A fejlesztőcsapat régebbi Mario játékokkal játszott, amiknek pályáiról közben elképzelték, hogyan néznének ki 3D-ben.
A Super Paper Mario megjelenését a Nintendo 2006. május 10-én jelentette be az E3 játékkiállításon, Nintendo GameCubera.2006. május 30-án a Nintendo 2006. október 30-ra írta ki a játék megjelenését. Azon a nyáron a játékot "csendben" áthelyezték Wiire.  A játék egy régebbi PAL régióbeli verziójában van egy hiba, ami a játék fagyását okozta, ha a játék angol, német, vagy spanyol nyelvre van állítva, és a játékos a 2. fejezet 2. pályáján kétszer megszólítja a Mimi nevű karaktert úgy, hogy előtte nem vett fel egy bizonyos kulcsot. A Nintendo ingyen kicseréli a hibás verziót tartalmazó lemezeket egy javítottra.

## Fogadtatás
| Összevont értékelések | Összevont értékelések |
| --------------------- | --------------------- |
| GameRankings          | 84,9% (76 kritikából) |
| MetaCritic            | 85% (56 kritikából)   |

A Super Paper Mario általánosságban véve jó kritikákat kapott. Az IGN megjegyezte, hogy Mario forgatás képességét kicsit túl sokszor kell használni. Az NGamer magazin azt állította, hogy a 3 dimenziós terek sivárabbak a 2 dimenziósokhoz képest. 2008. március 31-ig a játékból 2.28 milliót adtak el.
A Super Paper Mario történetét sok kritikus megdicsérte. A GameSpot azt írta, hogy a történetben "nagyszerű humorérzék" van jelen, a GameSpy pedig "mókásnak" nevezte a cselekményt. A G4TV viszont a történetet a játék egyik negatívumának nevezte, és azt állította, hogy "aranyos". A grafikát szintén jónak vélték. A GameSpy megdicsérte a "letisztult vizualitásáért", az IGN pedig 10-ből 7.5 pontot adva a grafikára azt állította, hogy a játék "egy gyönyörű 2D-s platformer és egy ötlettelen 3D-s. A Mario által felfedezett világok fantasztikusan néznek ki laposan, de ahogy mélységet kapnak, sivár tájakká válnak" . A G4TV azt írta, hogy "mindenki örülhet, hogy a régóta haldokló 2D-s platformer műfaj megkapta a már rég várt megújítást az által a bajszos ember által, aki a műfajt tulajdonképp megalkotta."
Voltak panaszok is a játékra, például a Game Informer kritizálta a játék vége utáni részt és a mellékküldetéseket (például a receptek megszerzését), mondván, hogy: "Nincs elég ösztönzés arra, hogy ellenség kártyákat gyűjtögessünk, sütögessünk, vagy bármi extrát csináljunk, mert sosem válik ehhez elég nehézzé a játék. És a játék végigjátszása után (ami egy kicsivel több, mint 20 óráig tart), nincs semmi jelentős új tartalom ami miatt visszajönnének a játékosok." Ezen kívül GameSpot még kritizálta a hangokat, a következőt állítva: "A játék leggyengébb eleme az audio, ami egy kicsit túl retró stílusú. A zene ugyan jó, de nincsenek benne kiemelkedő számok. A hanghatások megteszik a hatásukat, még ha egy kicsik túl ismerősnek is tűnnek. Beszédet túl ritkán használ a játék, bár ez illik a játék típusához, amit már meghatároztak a sorozat korábbi részei." Ugyan az IGN megdicsérte a történetet, azt írta: "A szöveg jól megírt és humoros, de olyan sokat kell olvasni, hogy az már zavarja a játék folyamát."

## Fordítás
- Ez a szócikk részben vagy egészben a Super Paper Mario című angol Wikipédia-szócikk ezen változatának fordításán alapul.  Az eredeti cikk szerkesztőit annak laptörténete sorolja fel. Ez a jelzés csupán a megfogalmazás eredetét és a szerzői jogokat jelzi, nem szolgál a cikkben szereplő információk forrásmegjelöléseként.